# Лас-Тунас (провінція)
Ла́с-Тунас (ісп. Provincia de Las Tunas) — провінція Куби з центром у міст  Лас-Тунас. Розташована в східній частині острова. Межує з Атлантичним океаном на півночі, провінцією Камагуей на заході, провінцією Ольгін на сході, з Карибським морем та провінцією Гранма на півдні.

## Географія
У південній частині провінції на узбережжі затоки Гуаканаябо болотиста рівнина, покрита мангровим лісом, і вологий клімат сприяють вирощуванню цукрової тростини. На іншій частини основою економіки є вирощування великої рогатої худоби.

## Історія
До 1976 року входила до складу розформованої Східної провінції.

## Муніципалітети
| Муніципалітет  | Населення (2004) | Площа (км²) | Розташування                                                          | Примітки          |
| -------------- | ---------------- | ----------- | --------------------------------------------------------------------- | ----------------- |
| Амансіо        | 41 523           | 857         | 20°49′11″ пн. ш. 77°35′3″ зх. д. / 20.81972° пн. ш. 77.58417° зх. д.  |                   |
| Коломбіа       | 32 942           | 563         | 20°59′27″ пн. ш. 77°24′57″ зх. д. / 20.99083° пн. ш. 77.41583° зх. д. |                   |
| Хесус-Менендес | 51 002           | 638         | 21°09′49″ пн. ш. 76°28′38″ зх. д. / 21.16361° пн. ш. 76.47722° зх. д. |                   |
| Джобадо        | 49 403           | 884         | 20°54′29″ пн. ш. 77°16′59″ зх. д. / 20.90806° пн. ш. 77.28306° зх. д. |                   |
| Маджібакоа     | 40 264           | 621         | 20°55′2″ пн. ш. 76°52′34″ зх. д. / 20.91722° пн. ш. 76.87611° зх. д.  | Каліксто          |
| Манаті         | 33 573           | 953         | 21°18′53″ пн. ш. 76°56′15″ зх. д. / 21.31472° пн. ш. 76.93750° зх. д. |                   |
| Пуерто-Падре   | 93 705           | 1 178       | 21°11′43″ пн. ш. 76°36′5″ зх. д. / 21.19528° пн. ш. 76.60139° зх. д.  |                   |
| Лас-Тунас      | 187 438          | 891         | 20°57′36″ пн. ш. 76°57′16″ зх. д. / 20.96000° пн. ш. 76.95444° зх. д. | Столиця провінції |

Джерело: перепис населення 2004 року. Площа від муніципального перерозподілу 1976 року.

## Демографія
У 2004 році, населення провінції Лас-Тунас становило 529,850 чоловік. З загальною площею 6,587.75 км², щільність населення 80.4 чол./км².

## Релігія
- Ольгінська діоцезія Католицької церкви.